# Zukunftspreis Brandenburg

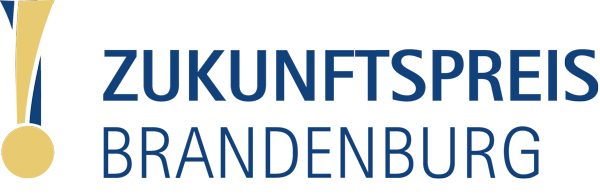
Zukunftspreis Brandenburg

Der Zukunftspreis Brandenburg wird seit dem Jahr 2014 gemeinsam von den Wirtschaftskammern in Brandenburg ausgeschrieben und veranstaltet.
In den Jahren 2009 bis 2012 gab es parallel zum Zukunftspreis Brandenburg noch den Unternehmenspreis CAI der IHK Potsdam und im Jahr 2013 den Brandenburger Zukunftspreis CAI der IHK Potsdam.
Der erste Zukunftspreis wurde im Jahr 2004 für die Region Ostbrandenburg vergeben. Initiatoren waren die IHK Frankfurt (Oder) und die Märkische Oderzeitung. Im Laufe der Jahre kamen weitere Partner hinzu.
Der Zukunftspreis Brandenburg würdigt besondere unternehmerische Leistungen von Unternehmen und Unternehmern im Land Brandenburg. Er wird jährlich ausgelobt.

## Vergabekriterien und Preiskategorien
Für den Zukunftspreis Brandenburg können sich Unternehmen bewerben, die ihren Sitz oder Betriebsstätte im Land Brandenburg haben und die wirtschaftlich auf sicheren Füßen stehen. Die Nominierungskriterien sollen besondere unternehmerische Leistungen und eine Zukunftsfähigkeit repräsentieren, beispielsweise innovative Produkte oder Verfahren, geplante oder erfolgreiche Geschäftserweiterungen oder Investitionen, überdurchschnittliche und kontinuierliche Lehrlingsausbildung oder eine erfolgreiche Unternehmensnachfolge. Über die Preisträger entscheidet eine Jury aus Experten verschiedener Institutionen und Unternehmen.

## Preisträger
(Quelle:)

### Preisträger 2004
- ALLRESIST GmbH
- AUTEAM Industrie-Elektronik GmbH
- Computer Zentrum Strausberg GmbH
- E. & M.K. – Agentur für Schnorchler GbR
- FÜRST Fenster Vertriebs- und Service GmbH
- Hemme Milch GmbH & Co. KG (vorher: Jürgen & Gunnar Hemme GbR)
- KAPI electronics GmbH (vorher: Funk & Elektronik Service Kalinka)
- KDH Energie - Versorgungstechnik GmbH
- 5Pro Software GbR
- RWS Railway Service GmbH

### Preisträger 2005
- aleo solar AG (vorher: S.M.D. Solar-Manufaktur Deutschland GmbH)
- Aqua Cut GmbH
- Bauernkäserei Wolters GmbH
- City-Kaufhaus
- Dacapo Holzbau GmbH
- Klosterbrauerei Neuzelle GmbH
- LEIPA Georg Leinfelder GmbH
- Manufaktur von Blythen
- MEYTEC GmbH Informationssysteme
- Stadtwerke Eisenhüttenstadt GmbH

### Preisträger 2006
- Bindfadenhaus en gros Gustav Scharnau GmbH
- BK - Kunststoffe Bernau GmbH
- ENERTRAG Aktiengesellschaft
- Hoffmann-Möbel
- HOTSPOTBLINDS GmbH
- medphano Arzneimittel GmbH
- mp-tec GmbH & Co. KG
- RST Gesellschaft für Wasserspartechnik mbH
- Schnorrenberg Chirurgiemechanik GmbH
- Zimmermanns Senf

### Preisträger 2007
Ausgewählt wurden die Gewinner 2007 aus insgesamt 90 Kandidaten.
- BE Maschinenmesser GmbH & Co. KG, Spreenhagen
- Berolina Metallspritztechnik Wesnigk GmbH, Hennickendorf
- Bohrlochmessung – Storkow GmbH, Storkow (Mark)
- Buchhandlung Brigitte Puppe-Mahler, Eberswalde
- COLORPACK GmbH, Rüdersdorf
- Gärtner-Electronic-Design GmbH, Frankfurt (Oder)
- GRABO GmbH, Rietz-Neuendorf
- GreenWay Systeme GmbH, Frankfurt (Oder)
- Kowatsch & Co. KG, Wendisch Rietz
- Umwelt-Geräte-Technik GmbH, Müncheberg

### Preisträger 2008
Die Preisträger 2008 wurde aus 78 Bewerbern ausgewählt.
- Albrecht + Neiss GmbH, Neuenhagen bei Berlin
- BASER GmbH, Fürstenwalde/Spree
- C.E.R.T. GmbH, Eberswalde
- First Orient Food GmbH, Werneuchen
- Fischerei Köllnitz eG, Storkow (Mark)
- Leg los - werd groß e.V., Kita Schnatterenten und Kita Zwergenhof, Schwedt/Oder
- Märkische Etiketten GmbH, Müncheberg
- ROBETA-Holz OHG, Milmersdorf
- Sedo Chemicals Neoprene GmbH, Fürstenwalde/Spree

### Preisträger 2009
Die Preisträger sind am 2. November 2009 für ihre besonderen unternehmerischen Leistungen geehrt worden. Ausgewählt wurden die Gewinner aus 113 Kandidaten.

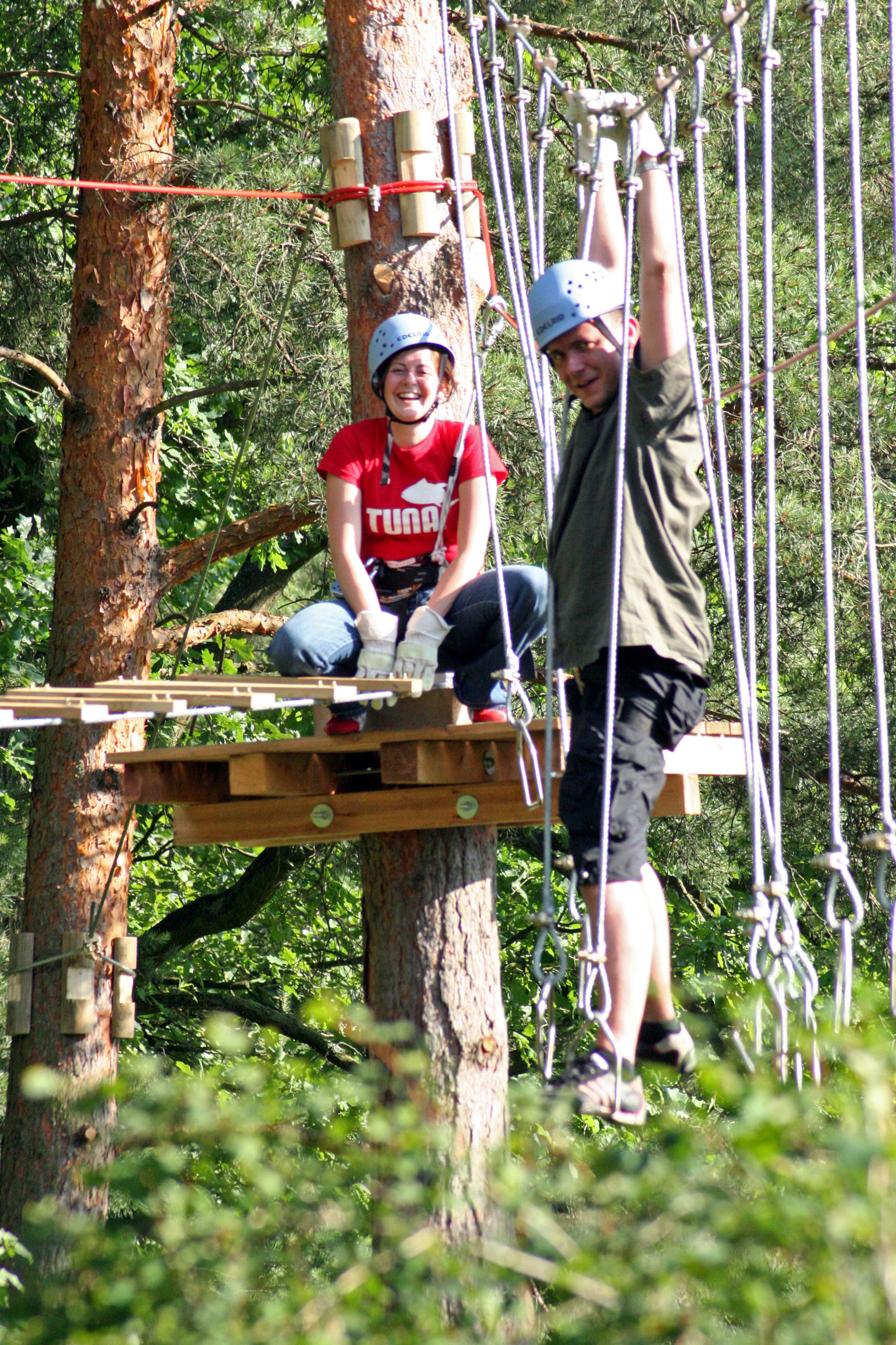
Im CLIMB UP! - Kletterwald

- Alexander Schuke Potsdam Orgelbau GmbH, Werder (Havel)
- CLIMB UP! - Kletterwald Berlin/Brandenburg, Strausberg
- G. Fleischhauer Ing.-Büro Cottbus GmbH, Cottbus
- Heicon Service GmbH, Lübbenau/Spreewald
- IPSC Industrie-Planung Schwedt Consult GmbH, Schwedt/Oder
- KUDOKE Uhren, Frankfurt (Oder)
- Reha Vita GmbH Klinik für Gesundheit und Sport, Cottbus
- Schulzendorfer Elektro GmbH, Schulzendorf
- SMB Rohrleitungsbau Wildau GmbH & Co. KG, Ludwigsfelde
- ZEMMLER Siebanlagen, Großräschen

### Preisträger 2010
Die Preisträger wurden am 8. November 2010 ausgezeichnet.
- CLEVER ETIKETTEN GmbH, Senftenberg
- Confiserie Felicitas, Hornow-Wadelsdorf
- Institut für medizinische Diagnostik Oderland - Ärztliches Labor Dr. Berthold und Kollegen GbR, Frankfurt (Oder)
- Metallbau Windeck GmbH, Kloster Lehnin
- Neue Oderwerft GmbH, Eisenhüttenstadt
- Ökodorf Brodowin Landwirtschafts GmbH & Co. KG, Brodowin
- Privatbäckerei Wiese - Wiese Backwaren GbR, Eberswalde
- Steremat Elektrowärme GmbH, Schöneiche bei Berlin
- Unitechnik Automatisierungs GmbH, Eisenhüttenstadt
- Villa Contessa, Bad Saarow

### Preisträger 2011
Am 11. November 2011 wurden die zehn Preisträger ausgezeichnet.
- airkom Druckluft GmbH, Wildau
- asgoodas.nu GmbH WIRKAUFENS, Frankfurt (Oder)
- ASTOR Schneidwerkzeuge GmbH, Storkow (Mark)
- Berec Recycling GmbH, Werneuchen
- Condio GmbH, Werder (Havel)
- Frankfurter Brauhaus GmbH, Frankfurt (Oder)
- FTI Engineering Network GmbH, Wildau
- Ruppiner Papier- und Folienwerke GmbH, Neuruppin
- STEROS GmbH, Templin
- Veinland GmbH, Seddiner See

### Preisträger 2012
Am 9. November 2012 wurden folgende zehn Preisträger ausgezeichnet.
- AkoTec Produktionsgesellschaft mbH, Angermünde
- Augusta-Heckenrose Werkzeugfabriken GmbH & Co. KG, Trebbin
- BIP-Industrietechnik GmbH, Brandenburg an der Havel
- Corpuslinea Steffen Tremel e.K., Hoppegarten
- Fräsdienst Enrico Feind e.K., Lübben (Spreewald)
- Jens Brand Felsenbau, Cottbus
- Lebensmittelmarkt Martina Walter, Schöneiche bei Berlin
- MAYER Kanal- und Rohrreinigung GmbH, Rüdersdorf bei Berlin
- Momox GmbH, Neuenhagen bei Berlin
- Starz GmbH, Großräschen

### Preisträger 2013
2013 wurden sieben Preisträger ausgezeichnet:
- BBF Bike GmbH, Dahlwitz-Hoppegarten
- Emis Electrics GmbH, Lübbenau/Spreewald
- enditec GmbH Ofenexperte.de®, Velten
- EXPERT-BAU Bad Liebenwerda Udo Anlauff
- Fiagon GmbH, Hennigsdorf
- Fügetechnik Berlin-Brandenburg GmbH, Eberswalde

Sonderpreis: Siegfried Erkner, Siegfried Erkner & Sohn GmbH

### Preisträger 2014
- BIG IMAGE SYSTEMS D.-GmbH, Potsdam
- Drei Schilde Gebäudeservice GmbH & Co. KG, Eberswalde
- GETEMED Medizin- und Informationstechnik AG, Teltow
- Hoffnungstaler Werkstätten gGmbH, Biesenthal
- Hüffermann Transportsysteme GmbH, Neustadt (Dosse)
- MONT GmbH, Doberlug-Kirchhain
- Nagola Re GmbH, Jänschwalde
- PolymerTechnik Ortrand GmbH, Ortrand
- Ulrich Zimmer, Müllrose

Sonderpreis: Ulrich Zimmer, HTS Müllroser Hoch-Tief- und Straßenbau GmbH

### Preisträger 2015
- BEFA Belziger Fahrzeugbau GmbH, Bad Belzig
- dachbleche24 GmbH, Wriezen
- EBK Krüger GmbH & Co. KG, Teltow
- Elbenwald GmbH, Cottbus
- Geldner Moebeltischlerei, Müncheberg
- L. Dietze & Sohn Fördertechnik GmbH, Schorfheide, Ortsteil Finowfurt
- Stahlwasserbau Beeskow GmbH, Beeskow
- T&T medilogic Medizintechnik GmbH, Schönefeld

Sonderpreis: Heiner van de Loo, Zahnradwerk Pritzwalk GmbH

### Preisträger 2016
- EMT Media Electrics GmbH, Lübbenau
- Heizung und Sanitär Woltersdorf e.G., Woltersdorf
- Ihre kleine Backstube, Nuthetal
- Jende Posamenten Manufaktur, Forst (Lausitz)
- Kunella Feinkost GmbH, Cottbus
- Schwefel-Friseure, Neutrebbin
- SIK-Holzgestaltungs GmbH, Niedergörsdorf
- Silicon Radar GmbH, Frankfurt (Oder)
- WIB homecare GmbH, Jüterbog

Sonderpreis: Klaus Windeck, Metallbau Windeck GmbH

### Preisträger 2017
- Körber&Körber Präzisionsmechanik, Birkenwerder
- Kniesche Orthopädietechnik, Potsdam
- Boryszew Oberflächentechnik, Prenzlau
- IceGuerilla.de, Beeskow
- ZEDAS, Senftenberg
- Schlieper für Landmaschinen, Sonnenwalde

Sonderpreis: Manfred Seyfarth, Gründer der Umwelt-Geräte-Technik GmbH in Müncheberg

### Preisträger 2018
- Lorberg (Baumschule), Ketzin OT Tremmen
- Bäckerei Exner, Beelitz
- ABE KSK Bau- und Brennstoffhandlung, Angermünde
- Ulf Tauschke GmbH, Höhenland
- uesa GmbH, Uebigau-Wahrenbrück
- se.services, Schulzendorf

Sonderpreis: Karin Genrich, die ihr erstes Modegeschäft 1987 in Potsdam eröffnete

### Preisträger 2019
- elmak Elektroanlagenbau Heizung und Sanitär GmbH, Peitz
- Energieinsel GmbH, Oberkrämer OT Vehlefanz
- Kurylyszyn Bau, Beeskow
- MAX-Haus GmbH, Marienwerder
- Meyenburger Elektrobau GmbH, Meyenburg
- Style Work, Cottbus

Sonderpreis: Wolfgang Noack von der ISIMKO GmbH

### Preisträger 2020
Keine Preisträger aufgrund der Covid-19-Pandemie

### Preisträger 2021
- APUS-Aeronautical Engineering GmbH, Strausberg
- BDP Baudenkmalpflege Prenzlau GmbH & Co. KG, Prenzlau
- Birkholz und Mohns Dentallabor, Oranienburg
- Kjellberg Finsterwalde, Finsterwalde
- Konditorei Klinkmüller, Luckau
- Pentracor GmbH, Hennigsdorf

Sonderpreis: Klaus-Peter Gust

### Preisträger 2022
- A&W Apparate&Wärmetauscherbau GmbH, Schwedt/Oder
- Chiracon GmbH, Luckenwalde
- Lausitzer Edelstahltechnik GmbH, Doberlug-Kirchhain
- Manz Landtechnik GmbH, Nordwestuckermark
- MB Fensterbau und Tischlerei Mike Beelitz, Planebruch
- Spreewood Distillers GmbH, Schlepzig

### Preisträger 2023
- BOSIG Baukunststoffe GmbH, Elsterwerda
- Gas Neumann Versorgungstechnik GmbH, Bestensee
- GOLEM – Kunst und Baukeramik GmbH, Jacobsdorf OT Sieversdorf
- Helmut Magdeburg GmbH, Oranienburg
- TILSE GmbH, Nennhausen OT Liepe
- Tinglev Elementfabrik GmbH, Altlandsberg